# Hóspede (romance de Pardal Mallet)
Hóspede é um romance do escritor brasileiro Pardal Mallet. Foi publicado em 1887. Descreve cenas e costumes da vida carioca.

## Resumo da obra
Um dia na Rua do Ouvidor, Pedro — que vive uma vida burguesa “rotineira e uniforme como a evolução de um ponteiro por sobre o mostrador” de funcionário público da Secretária da Agricultura, morando com a esposa Nenê, a sogra d. Augusta, e o filho Pedroca em uma chácara na Rua do Matoso, Rio de Janeiro, no final do Segundo Reinado — encontra o antigo companheiro do colégio Pedro II, Marcondes, que se formara bacharel em Direito em Pernambuco e andava em busca de um hotel, e o convida para permanecer em sua casa até que conseguisse uma promessa de promotoria. De início recebido com frieza pela família, Marcondes conquista logo a afeição de Pedroca “procurando contentá-lo em todos os desejos, prestando-se às suas pequenas exigências” e, com seu jeito de boêmio, seus ares “dramáticos de d. Juan tenebroso que anda aí pelo mundo a conquistar mulheres”, sua destreza na flauta, com que acompanha Nenê ao piano, vai-se insinuando em meio à família a ponto de conquistar a afeição da séria d. Augusta (de “vulto nobre e altivo”), possuir fisicamente a criada Marocas (em cena bem Naturalista, ousada para a época: “atirou-a, ali para cima da cama, deixando-lhe as pernas pendidas para o assoalho num amortecido gentil, enquanto galgava-lhe o corpo na febre da sensualidade”) e conquistar o coração da Nenê de “busto encantador”, “curvaturas graciosas” e “carnações sadias” (“Mas por que ele não tentaria conquistá-la? Por mais que procurasse, não encontrava uma razão bastante forte para dissuadi-lo deste desígnio”/”Teria também em seu passado uma aventura escabrosa de adultério para regar os amigos quando tivesse bebido um pouco mais”). A certa altura da novela parece que Pedro será jogado para escanteio. Mas ao provocar o ciúme de Nenê no afã de apressar sua conquista, o tiro sai pela culatra, e Marcondes passa a ser visto como um importuno.

## Temas abordados
Embora se trate de um romance "doméstico", cuja ação transcorre predominantemente no lar do casal Pedro e Nenê, em certos momentos os personagens discutem temas universais, por exemplo:
Feminismo:

Nenê, porém, teimava em suas proposições e amontoava argumentos sobre argumentos para demonstrar que na partilha do mundo o seu sexo tinha ficado com todos os dissabores, enquanto ao outro havia cabido o lado brilhante e fácil. E que não a atrapalhassem nem lhe quisessem fazer acreditar no contrário! Não admitia réplicas! Era força concordar com as realidades! Os homens que deixassem de se adornar com penas de pavões e dessem o seu ao seu dono! Não pedia nada demais!
O Brasil à beira do abismo:

No final das contas o país estava à beira do abismo e em pouco tempo a bancarrota nos viria bater às portas! Era preciso um remédio violento para esse estado de anarquia e dissolução! E dava-se uns aspectos científicos para falar no ferro em brasa, na amputação das partes grangrenadas do organismo social. Chegara o momento dos grandes heroísmos e das grandes dedicações. A nau do Estado não podia continuar a viagem sem alijar metade das velharias que lhe entulhavam o porão!
Nostalgia dos "velhos tempos":

Outrora a vida era mais amena, mais cheia de prazeres honestos e singelos, as amizades mais duradouras e veementes, os homens mais delicados, incapazes de fumar na presença de uma senhora, tudo enfim apresentava uns ares virtuosos e refletidos de quem media o alcance de qualquer ato antes de praticá-lo!